# مانسي موغي
مانسي موغي (مواليد 29 أغسطس 1991) ممثلة وعارضة هندية، وحاملة لقب مسابقة ملكة جمال بتتويجها بلقب ميس ديفا 2013  ومثلت الهند في ملكة جمال الكون 2013 في 9 نوفمبر 2013 في موسكو، روسيا. وانتهت المسابقة بالحصول على مكان بين العشرة الأوائل المتأهلات للنهائيات.
ظهرت ماناسي لأول مرة في السينما عام 2014 في فيلم باللغة الماراثية بعنوان "بوغادي مازي ساندلي جا". وشاركت في بطولة فيلم جديد باللغة الماراثية مع النجم أنكوش شودري، ومن إخراج ساتيش راجوادي.

## نشأتها
وُلدت ماناسي موغي في إندور، ماديا براديش، الهند، لعائلة ماراثية. أكملت تعليمها في مدرسة سري ساتيا ساي فيديا فيهار، إندور.